# 薛乃印杀妻弃女案
薛乃印杀妻弃女案是指薛乃印在澳大利亚墨尔本南十字车站抛弃三岁的女儿薛千寻，并被指控在新西兰奥克兰杀死薛千寻的母亲刘安安（ 原籍湖南省長沙市 ），以及他在美国被通缉并最终被捕的一系列事件。
这个案子在澳洲和新西兰都吸引了大量媒体的关注，在美国的电视节目“全美通缉令”对此案进行报道之后，也在美国引起关注。
2008年2月28日，薛乃印在美国亚特兰大被逮捕。他已经被遣返至新西兰，并于2009年6月开始接受审判。
2020年3月22日，薛乃印在其假释听证会上首次承认杀妻事实。

## 案发
2007年9月15日，人们发现一名幼女（薛千寻）被她父亲（薛乃印）抛弃在墨尔本南十字火车站的一座电梯的边上， 而薛乃印之后乘坐同日的飞机飞往洛杉矶。 开始人们无法知道薛千寻的名字，所以墨尔本警察根据她当时穿的衣服的牌子(Pumpkin Patch)给她起了个昵称，叫做“小南瓜”。 “小南瓜”很快在9月16日被送到紧急照料中心。
9月17日星期一，警方查明了小女孩的身份，并且得知她的父亲於抛弃女儿的两天前从奥克兰飞抵墨尔本。 小女孩的27岁的母亲刘安安行踪不明。9月19日，奥克兰警方在停放于的薛乃印家门口的汽车的后备箱里发现了她的遗体。

## 警方的调查
维多利亚州警察在9月16日将薛乃印的信息交给了国际刑警组织，新西兰警察和美国警察。 在刘安安的遗体被找到之后，新西兰警察于9月20日签署了薛乃印的逮捕令，并把它发送给美国的国际刑警，而后者很快签署了红色通缉令，请求洛杉矶警察局搜索薛乃印。 联邦调查局在搜索薛的过程中提供了帮助。
新西兰警察因为在这件案子的处理不利而受到批评，包括在两天时间内没有发现汽车内刘安安的遗体以及在签署薛乃印的逮捕令时动作不够快，使他有足够时间在美国藏匿。
美国法警签署了一张薛乃印的通缉令，在其中把薛描述成“有武装而危险的” 。他们建议如果有人发现了薛的行踪，不应与他发生冲突，而应该联系当局。 关于薛乃印的信息也出现在收视率很高的电视节目“全美通缉令”上。
先后有目击者在休斯顿、比洛克西和莫比尔发现过薛乃印的行踪。

## 逮捕

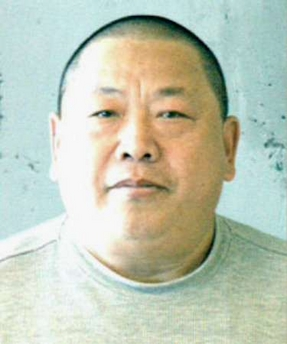
薛乃印被捕后拍摄的照片

2008年2月28日星期四，住在亚特兰大的几名中国人从报纸上的照片上认出了薛乃印。他们试图通知警方，但是碰到了语言上的困难而作罢。于是他们决定自己捉住薛。 他们把薛的裤子脱掉，以绑住薛的腿，并使用他的腰带把他的手绑到身后，直到警察到来。
薛乃印一开始试图提供假名，但是他的新西兰驾照暴露了他身份。在被捕之前，他藏匿了24个星期。 因为他没有合法的美国签证，他被驱逐（而不是引渡）到新西兰。
在2008年3月9日，薛被驱逐到新西兰，在那里他将面对谋杀妻子的指控。 

## 审判
薛乃印的审判于2009年6月2日开始在奥克兰高等法庭进行。审判计划持续三周。这个案子的陪审团全部由女性组成。在开庭时，他宣称自己是无辜的。据检察官透露，薛乃印于2007年9月13日达到墨尔本之后，在一家旅行社想要订去洛杉矶的机票。在得知要等到15日才有票时，他显得很沮丧。接着他想买去伦敦的票，可是同样卖光了。于是他指着一张世界地图上的各个城市，询问是否有去这些地方的票。因为他反常的举动，旅行社的工作人员怀疑发生了沟通方面的问题，所以找了一名翻译，而翻译证明她并没有误解薛的意图。最终薛买了一张15日去洛杉矶的机票，但没有买女儿的票。
一名薛乃印的前太极拳弟子作证说，他曾在2004年看到刘安安的右眼下有瘀斑。他说，在2003年薛乃印和刘安安结婚后，他曾到薛家做客数次，感到薛和刘的关系冷淡，房子里缺少温情。在发现刘受伤以后，他在薛离开时问刘是否还好，但是刘显得非常害怕，没有回答。
曾经在2006年10月和刘安安同住过一个月的Zhang女士说，刘安安开始是薛乃印的房客，之后她的签证过期了，所以无法继续呆在新西兰。薛乃印建议她找一个有新西兰身份的人结婚，而刘安安接受了。婚后他们的关系恶化，刘安安曾对警察说薛乃印向她扔东西，打她，还拿着刀子威胁要杀死她。
在审判中，薛的律师认为刘安安对婚姻不忠，并且是死于事故的。
在2009年6月20日，薛乃印被宣判有罪。在听到判决以后，薛挥舞着拳头，多次大喊“不公平”（unfair）。薛的律师表示薛可能对结果提出上诉。
2009年7月，薛乃印被判终身监禁，12年内不得假释。

## 薛千寻的监护权
薛千寻的抚养权被判给她的外祖母，刘晓萍。她的同父异母的姐姐，Grace Xue（27岁）表示薛乃印曾在她19岁时将她抛弃在奥克兰，并表示她愿意照顾从未谋面的妹妹。
薛千寻于2007年9月24日返回奥克兰，并很快和外祖母团聚。 在2007年10月4日，新西兰的民事法庭把薛千寻的监护权判给了她的外祖母，并决定她的姐姐Grace Xue有访问她的权利。 几天后的2007年10月6日，薛千寻和她的外祖母一起，带着母亲的骨灰回到湖南长沙。
Grace Xue设立的一个用于接收公共捐赠的信托基金收到了40,000新西兰元，但是薛千寻的外祖母拒绝接受这笔钱。这笔钱仍存在基金中，以供薛千寻未来之用。